# Charles Farrell (Schauspieler, 1901)

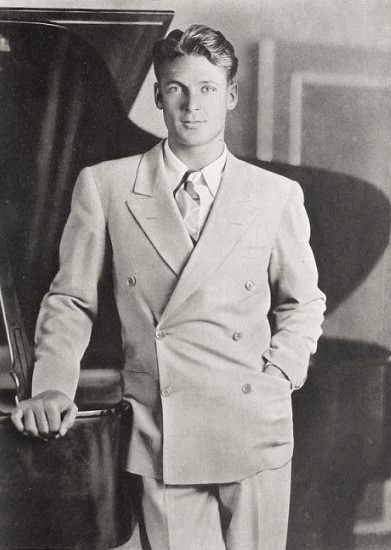
Charles Farrell (um 1930)

Charles Farrell (* 9. August 1901 in Onset Bay, Massachusetts; † 6. Mai 1990 in Palm Springs, Kalifornien) war ein US-amerikanischer Schauspieler, der in den Jahren um 1930 seine höchste Popularität genoss. Er war mit Janet Gaynor in 12 Filmen als Leinwandpaar zu sehen.

## Leben
Nach einigen Jahren am Theater gab Farrell 1923 sein Leinwanddebüt als Statist in dem Pola-Negri-Film The Cheat. Nach einigen Nebenrollen, hauptsächlich bei Paramount und Fox wurde er 1927 praktisch über Nacht als Partner von Janet Gaynor mit dem Film Im siebenten Himmel unter der Regie von Frank Borzage zu einem Star. Der Film, der die romantischen Abenteuer einer jungen Frau und eines Kanalarbeiters in Paris schildert, wurde zum größten Kassenerfolg des Jahres und machte aus den beiden für die nächsten sieben Jahre eines der beliebtesten Leinwandpaare. Während Greta Garbo und John Gilbert sowie Vilma Bánky und Ronald Colman eher in melodramatischen Abenteuern auftraten, waren Farrell und Gaynor häufig als idealistische junge Liebende zu sehen. Das trug ihnen die gemeinsamen Spitznamen Americas Favorite Lovebirds und America's Sweethearts ein. Das Paar schaffte 1929 mit dem Musical Sunny Side Up den Sprung in den Tonfilm und erreichte 1930 den Gipfel der Popularität mit High Society Blues.
Während Gaynor, im Gegensatz zu ihrem naiven Leinwandimage, resolut für mehr Gagen und Mitspracherechte bei der Auswahl ihrer Filme kämpfte, war Farrell als Solokünstler wenig erfolgreich. Abgesehen von Frank Borzages The River aus dem Jahr 1928 sowie City Girl unter der Regie von Friedrich Wilhelm Murnau waren seine Filme in der Regel künstlerisch wenig herausragend. Nachdem das alte Fox-Studio 1934 den Bankrott erklären musste, ging Farrell für einen Film zu Warner Brothers, wo er an der Seite von Bette Davis in The Big Shakedown auftrat. Danach verlor sich seine Filmkarriere zunehmend in B-Filmen, zumal seine Leinwandpartnerschaft mit Janet Gaynor ab 1934 beendet war und in der Great Depression der eher romantisch-idealistische Typus von Farrells Figuren bei Kinozuschauern nicht mehr so stark nachgefragt war. So war er 1938 in Just Around the Corner nur noch in der zweiten Hauptrolle hinter Kinderstar Shirley Temple zu sehen.
Farrell zog sich in den 1940ern von der Leinwand zurück. Als Mitgründer und Manager des 1934 entstandenen Palm Springs Racquet Clubs, in  dem sich über viele Jahre die Hollywood-Elite traf, war er auch nach dem Ende seiner Filmkarriere reich und erfolgreich. Von 1953 bis 1960 war er Bürgermeister von Palm Springs. Ein schauspielerisches Comeback hatte der inzwischen ergraute Farrell in den 1950er-Jahren im US-Fernsehen, als er in den Serien My Little Margie und The Charles Farrell Show als Hauptdarsteller zu sehen war. Nach dem Ende der beiden Fernsehserien zog er sich endgültig von der Schauspielerei zurück.
Obwohl die Fanpresse oft und gerne über eine angebliche Romanze zwischen Gaynor und Farrell spekulierte, heiratete Farrell am Ende die Schauspielerin Virginia Valli. Mit Valli blieb er von 1931 bis zu ihrem Tod 1968 verheiratet. Zeit seines Lebens war die sexuelle Orientierung sowohl von Gaynor als auch Farrell Gegenstand vieler Gerüchte. Er verstarb 1990 im Alter von 88 Jahren an einem Herzinfarkt. Zwei Sterne auf dem Hollywood Walk of Fame sind Charles Farrell gewidmet, einer auf der Höhe 7021 Hollywood Boulevard erinnert an seine Arbeit beim Film, während der zweite Stern, Höhe 1617 Vine Street, Farrells Tätigkeit beim Fernsehen gewidmet ist.

## Filmografie (Auswahl)
Filme mit Janet Gaynor sind mit einem Sternchen* gekennzeichnet:
- 1923: Die Betrügerin (The Cheat)
- 1923: Der Glöckner von Notre Dame (The Hunchback of Notre Dame)
- 1923: Die Nächte einer schönen Frau (A Woman of Paris)
- 1923: Die Zehn Gebote (The Ten Commandments)
- 1925: Der Sportstudent (The Freshman)
- 1925: Clash of the Wolves
- 1926: Korsaren (Old Ironsides)
- 1927: Im siebenten Himmel* (Seventh Heaven)
- 1928: Engel der Straße* (Street Angel)
- 1928: Die erste Frau im Leben (The River)
- 1928: Hinter Haremsmauern (Fazil)
- 1928: Die rote Tänzerin von Moskau (The Red Dance)
- 1929: Sunny Side Up*
- 1929: Das siebte Gebot* (Lucky Star)
- 1930: Unser täglich Brot (City Girl)
- 1930: High Society Blues*
- 1930: Liliom
- 1930: Happy Days*
- 1931: Ein Schritt vom Wege*  (The Man Who Came Back)
- 1931: Merely Mary Ann*
- 1931: Delicious*
- 1931: Body and Soul
- 1932: The First Year*
- 1932: After Tomorrow
- 1932: Wild Girl
- 1932: Tess of the Storm Country*
- 1933: Girl Without a Room
- 1933: Aggie Appleby Maker of Men
- 1934: Change of Heart*
- 1934: The Great Shakedown
- 1937: Mondscheinsonate (Moonlight Sonata)
- 1938: Just Around the Corner
- 1941: The Deadly Game
- 1952–1955: My Little Margie (Fernsehserie, 126 Folgen)
- 1956: The Charles Farrell Show (Fernsehserie, sechs Folgen)